# Lu Jiajing
Dit is een Chinese naam; de familienaam is Lu.
Lu Jiajing (Shenyang, 18 november 1989) is een tennisspeelster uit China. Lu begon met tennis toen zij zes jaar oud was. Zij speelt rechtshandig en heeft een tweehandige backhand.

## Loopbaan

### Enkelspel
Lu debuteerde in 2005 op het ITF-toernooi van Shanghai (China). Zij stond in 2008 voor het eerst in een finale, op het ITF-toernooi van Khon Kaen (Thailand) – hier veroverde zij haar eerste titel, door Venise Chan (Hongkong) te verslaan. Tot op heden(maart 2019) won zij zestien ITF-titels, de meest recente in 2018 in Wuhan (China).
In 2015 speelde Lu voor het eerst op een WTA-hoofdtoernooi, op het toernooi van Nanchang. Zij bereikte er de halve finale.
Haar hoogste notering op de WTA-ranglijst is de 162e plaats, die zij bereikte in maart 2019.

### Dubbelspel
Lu behaalde in het dubbelspel betere resultaten dan in het enkelspel. Zij debuteerde in 2005 op het ITF-toernooi van Shenzhen (China), samen met landgenote Lu Jiaxiang. Zij stond in 2009 voor het eerst in een finale, op het ITF-toernooi van Shenzhen (China), samen met landgenote Ou Xuanshuo – hier veroverde zij haar eerste titel, door het Chinese duo Hu Yueyue en Yuan Yue te verslaan. Tot op heden(maart 2019) won zij 24 ITF-titels, de meest recente in 2018 in Solapur (India).
In 2015 speelde Lu voor het eerst op een WTA-hoofdtoernooi, op het toernooi van Nanchang, samen met landgenote Liu Chang. Zij stond in 2017 voor het eerst in een WTA-finale, op het toernooi van Hongkong, samen met landgenote Wang Qiang – zij verloren van de Taiwanese zussen Chan Hao-ching en Chan Yung-jan.
Haar hoogste notering op de WTA-ranglijst is de 139e plaats, die zij bereikte in juni 2015.

## Posities op deWTA-ranglijst
Positie per einde seizoen:
| jaar | rang enkelspel | rang dubbelspel |
| ---- | -------------- | --------------- |
| 2005 | 1199           | –               |
| 2006 | 890            | –               |
| 2007 | 797            | –               |
| 2008 | 530            | –               |
| 2009 | 512            | 592             |
| 2010 | 561            | 401             |
| 2011 | 539            | 563             |
| 2012 | 299            | 313             |
| 2013 | 390            | 454             |
| 2014 | 305            | 225             |
| 2015 | 204            | 163             |
| 2016 | 268            | 162             |
| 2017 | 225            | 144             |
| 2018 | 197            | 352             |

## Palmares
| Legenda                 |
| ----------------------- |
| Grandslamtoernooi       |
| Olympische Spelen       |
| Year-End Championships  |
| Premier Mandatory       |
| Premier Five / WTA 1000 |
| Premier / WTA 500       |
| International / WTA 250 |
| Challenger / WTA 125    |

### WTA-finaleplaatsen enkelspel
geen

### WTA-finaleplaatsen vrouwendubbelspel
| nr.              | finale     | toernooi     | ondergrond | partner    | tegenstandsters              | score    |         |
| ---------------- | ---------- | ------------ | ---------- | ---------- | ---------------------------- | -------- | ------- |
| gewonnen finales |            |              |            |            |                              |          |         |
| geen             |            |              |            |            |                              |          |         |
| verloren finales |            |              |            |            |                              |          |         |
| 1.               | 2017-10-15 | WTA Hongkong | hardcourt  | Wang Qiang | Chan Hao-ching Chan Yung-jan | 1-6, 1-6 | details |